# Хајнер Милер
Хајнер Милер рођен у Епендорфу, 9. јануара 1929, а умро у Берлину, 30. децембра 1995) један је од највећих немачких драматурга и позоришних редитеља у двадесетом веку.
Године 1950. преселио се у Источни Берлин где је у почетку радио као новинар, а потом као драмски писац. Његове ране драме које је назвао „приче из продукције“ настале су по угледу на Бертолта Брехта. У њима се бавио проблемима изградње социјалистичког друштва. 1961. искључен је из Удружења писаца НДР-а. Након тога се претежно посветио античким и класичним темама, као и адаптацијама Софоклових и Шекспирових драма. Од 1970. до 1976. радио је као драматург Берлинер ансамбла.
Награде: награда „Хајнрих Ман“ (1959, заједно са Инге Милер), Лесингова награда НДР-а (1975), награда „Георг Бихнер“(1985), Национална награда првог реда за уметност и културу (1986), Клајстова награда (1990), Европска позоришна награда (1991), Позоришна награда града Берлина (1996, постхумно).
Умро је 1995. године у Берлину. 